# Firozpur
Firozpur (hindi फिरोज़पुर, lub Ferozepur, Ferozepore) – miasto w Indiach, w dystrykcie Firozpur w stanie Pendżab, nad rzeką Satledź, w pobliżu granicy z Pakistanem. Około 100,000 mieszkańców.
Miasto założone przez sułtana Delhi Firuz Shah Tughluq (1351-1388).